# Louise Pauline de Malet de Coupigny
Pour les articles homonymes, voir Malet et Coupigny.
Louise Pauline de Malet de Coupigny, comtesse de Clocheville (Courset, 16 septembre 1805 - Tours, 14 février 1884), plus connue au XIXe siècle sous le nom de Madame de Clocheville, Pauline de Clocheville et aussi Louise Pauline de Coupigny, est la fondatrice de l'Hôpital pour enfants, Gatien de Clocheville, à Tours.

## Biographie

### Origines et vie familiale
Louise Pauline Malet de Coupigny née en 1805 a des origines nobles de l'Artois : sa mère est Pauline du Mont de Courset, qui a pour père le baron Georges Louis Marie du Mont de Courset. Il n'existe pas d'informations sur elle  de son enfance à son mariage.
Elle épouse en 1828 Julien Oudart-Duquesne comte de Clocheville. Le couple vient en villégiature en Touraine pour la douceur du climat. Louise Pauline, devenue comtesse de Clocheville, donne naissance à son fils Gatien à Tours en 1834. Celui-ci, ayant une santé fragile, contracte la tuberculose et en décède prématurément à l'âge de 19 ans. Il demande à sa mère avant de mourir de créer à Tours un hospice pour les enfants nécessiteux.

### Fondation de l'hôpital

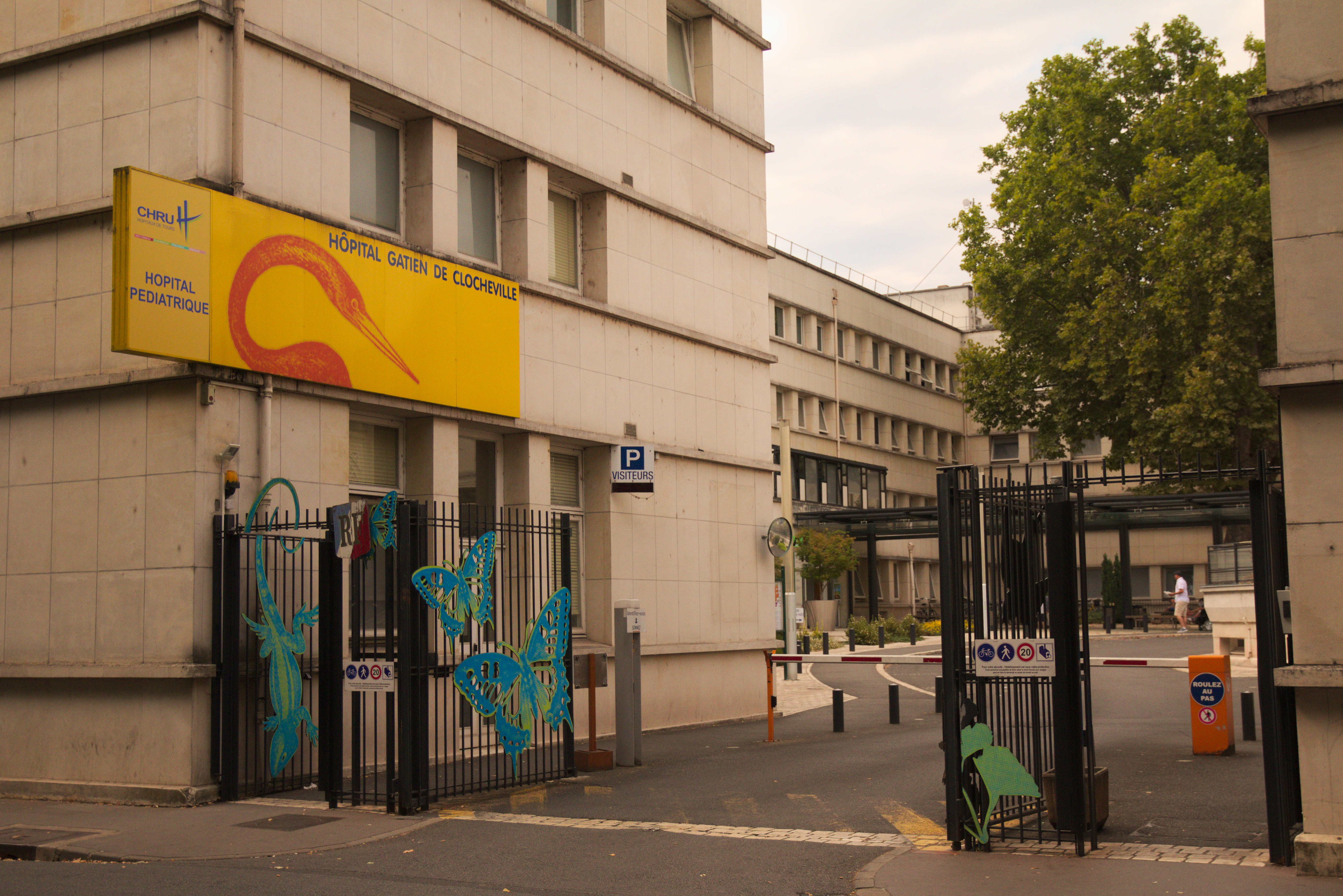
L'Hôpital Clocheville, début XXIème siècle

Madame de Clocheville promet à son fils de réaliser son vœu et elle  y consacre ensuite sa vie. Dès 1856, elle achète à Tours, au 47 du Boulevard Béranger, un bâtiment du XVIIIe siècle : l'hôtel de Jacques Cormier de La Picardière devenu par la suite l'hôtel de la Cour-des-Prés. Lorsque le bâtiment est disponible, en 1881, elle y fait entreprendre des travaux sous la direction de l'architecte Messire. L'hospice, au fronton duquel est gravé le nom de son fils Gatien de Clocheville, est inauguré le 9 juin 1881.
En 1869, elle rédige son testament, choisit comme légataire le vicomte Gaston Pailhou, ami de son fils et devenu son fils adoptif. Celui-ci poursuivra l'œuvre entreprise par sa mère adoptive.
Elle s'installe dans son hôtel à Tours bâti dans un terrain contigu au jardin de l'hospice et ajoute un codicille à son testament faisant don de la somme de 900 000 francs à la ville de Tours.
Elle meurt le 14 février 1884.